# 比斯滕
比斯滕（德語：Bisten）是德国萨尔兰州萨尔路易县曾经的一个市镇，总面积1.35平方千米，2010年12月31日总人口为937人。1974年1月1日，比斯滕并入市镇于伯黑恩。
比斯滕位于德法边境，比斯特河畔。德国政治家约·莱嫩出生于此。